# Alburninae
La sottofamiglia Alburninae comprende 65 specie di pesci d'acqua dolce appartenenti alla famiglia Cyprinidae.

## Generi
Alla sottofamiglia appartengono 3 generi:
- Alburnoides
- Alburnus
- Metzia